# Convention over configuration
Convention over configuration (ook wel bekend als coding by convention) is een paradigma in de softwareontwikkeling dat probeert om het aantal beslissingen dat ontwikkelaars moeten maken te verminderen, waardoor meer eenvoud ontstaat, maar niet per se aan flexibiliteit wordt ingeleverd.
De zin betekent eigenlijk dat een ontwikkelaar alleen onconventionele aspecten van een toepassing hoeft te specificeren. Als er bijvoorbeeld een klasse Verkoop is in het datamodel, zal de bijbehorende tabel in de database standaard ook "verkoop" heten. Als iemand toch afwijkt van deze conventie door de tabel "producten_verkocht" te noemen, zal diegene specifieke aanpassingen moeten maken in zijn code.
Wanneer het stuk gereedschap wat je gebruikt de conventie implementeert die voldoet aan je gewenste gedrag, dan geniet je van de voordelen en hoef je niet meer configuratiebestanden te schrijven. Wanneer je gewenste gedrag afwijkt van de geïmplementeerde conventies, kun je alsnog het gewenste gedrag zelf configureren.